# 1042
Початок Високого Середньовіччя  •  Епоха вікінгів  •  Золота доба ісламу  •  Реконкіста  •  Київська Русь

## Геополітична ситуація
Візантію очолив Костянтин IX Мономах. Генріх III править Священною Римською імперією, а Генріх I є королем Західного Франкського королівства.
Апеннінський півострів розділений між численними державами: північ належить Священній Римській імперії, середню частину займає Папська область, на південь від Римської області лежать невеликі незалежні герцогства, південна частина півострова належать Візантії. Південь Піренейського півострова займають численні емірати, що утворилися після розпаду Кордовського халіфату. Північну частину півострова займають християнські Кастилія, Леон (Астурія, Галісія), Наварра, Арагон та Барселона. Едвард Сповідник став королем Англії, а Магнус I Норвезький очолює Норвегію та Данію.
У Київській Русі княжить Ярослав Мудрий. Королем Польщі є Казимир I Відновитель. У Хорватії править Степан I. Королівство Угорщина очолює Аба Шамуель.
Аббасидський халіфат очолює аль-Каїм, в Єгипті владу утримують Фатіміди, в Магрибі — Зіріди, почалося піднесення Альморавідів, в Середній Азії правлять Караханіди, Хорасан окупували сельджуки, а Газневіди захопили частину Індії. У Китаї продовжується правління династії Сун. Значними державами Індії є Пала, Чола. В Японії триває період Хей'ан.

## Події
- У Візантії василевс Михайло V Калафат спробував заслати імператрицю Зою в монастир, однак ця спроба викликала народне повстання, внаслідок якого Михайла скинули з престолу. Візантійську імперію очолили Зоя разом із сестрою Феодорою. Через три місяці Зоя одружилася з Костянтином Мономахом, і він став новим імператором.
- Візантійський полководець Георгій Маніак, який перебував з військами на Сицилії, підняв бунт проти імператора Костянтина.
- Звільнення Сербії від Візантії.
- 8 червня, після смерті Хардекнуда, короля Данії та Англії, на англійський престол зійшов Едуард Сповідник, а Магнус I Шляхетний став королем Данії.
- Норманські авантюристи на півдні Італії встановили свою столицю в Мельфі, розділивши між собою загарбані землі.
- Альморавіди вторглися в Марокко.
- Західна Ся вторглася у володіння династії Сун в Китаї. Через загрозу вторгнення Ляо, династія Сун змушена збільшити виплату данини.